# Chapter III (3T)
Chapter III è il terzo album in studio del gruppo musicale statunitense 3T, pubblicato il 6 novembre 2015. L'album è una produzione indipendente e contiene, tra le altre, la canzone That's Our Family, jingle del reality show che li vide protagonisti lo stesso anno, The Jacksons: Next Generation.

## Descrizione
L'album fu realizzato raccogliendo alcune canzoni alle quali i tre fratelli avevano lavorato e più volte avevano accantonato negli undici anni successivi all'album Identity del 2004.
Come mostrato nel reality show The Jacksons: Next Generation, i tre, guidati dal fratello Taryll, che era il più convinto a rilanciare la loro carriera, iniziarono a lavorare al disco solo tra il 2014 e il 2015, e lo lanciarono alla fine del programma per festeggiare i venti anni dal loro album di debutto Brotherhood.

### Contenuti
L'album spazia dalle ballate come Power of Love, Missing You, dedicata alla madre scomparsa, e I Do (The Wedding Song), al pop/rock di Fire e  alla dance di Gotta Have You. Nel brano Heaven si fa sentire l'influenza del famoso zio, Michael Jackson. Alcuni pezzi sono più "zuccherosi" come, appunto, Sugar o anche Forever Girl. Il disco si conclude con The Story of Love, che parla di amicizia, amore, famiglia e lealtà.

### Distribuzione
Il 6 novembre 2015 fu pubblicato in alcuni paesi, principalmente in formato MP3 sui siti iTunes e Amazon. Dal 10 settembre 2016 fu disponibile in tutto il mondo.

## Tracce
Testi e musiche di 3T.
1. That's Our Family (Intro) – 0:26
2. Power of Love – 4:41
3. Gotta Have You – 2:59
4. Heaven – 4:10
5. Fire – 4:44
6. Missing You – 3:35
7. Sugar – 4:13
8. I Do (The Wedding Song) – 4:14
9. Forever Girl – 3:24
10. The Story of Love – 3:25